# Strafanwendungsrecht (Österreich)
Im Strafanwendungsrecht geht es um die Frage, welche strafbaren Handlungen von österreichischen Gerichten zu verfolgen sind (inländische Gerichtsbarkeit).
Das österreichische Strafanwendungsrecht bestimmt, ob ein Verhalten, das den Tatbestand eines österreichischen Strafgesetzes erfüllt, auch dann von österreichischen Gerichten nach österreichischem Recht bestraft wird, wenn es im Ausland oder sonst mit Beziehung zum Ausland
begangen worden ist. Das österreichische Recht wird dabei ohne Rücksicht darauf verwendet, ob auch ein anderer Staat die Tat verfolgt oder nicht.
Das Strafanwendungsrecht ist in §§ 62 ff. des Strafgesetzbuchs (StGB-AU) geregelt.
Das österreichische Strafrecht gilt neben im Inland begangenen Straftaten auch auf allen Schiffen und in allen Luftfahrzeugen, die berechtigt sind, Hoheitszeichen der Republik Österreich zu führen.
Österreichisches Strafrecht wird unabhängig von Tatort und Nationalität des Täters angewendet in Fällen von: Hochverrat oder Landesverrat gegen den Staat oder eines der Bundesländer, Verunglimpfung des Bundespräsidenten, Nötigung von Verfassungsorganen oder des Mitglieds eines Verfassungsorgans, staatsfeindlichen Verbindungen, strafbaren Handlungen gegen das Bundesheer, erpresserischer Entführung, Auslieferung an ein anderes Land, Sklavenhandel, Menschenhandel, grenzüberschreitendem Prostitutionshandel, Fälschung von Geld oder besonders geschützten Wertpapieren, Mitgliedschaft in einer kriminellen Organisation, Verstoß gegen das Suchtmittelgesetz, Hehlerei bzw. Geldwäscherei bezüglich eines im Inland begangenen Verbrechens sowie terroristischen Straftaten, schwerem Diebstahl, Erpressung oder Urkundenfälschung gegen ein österreichisches Verfassungsorgan.
Weiterhin kann das österreichische Strafrecht unabhängig vom Tatort gegen österreichische Staatsbürger angewendet werden in Fällen von: sexuellem Missbrauch von Minderjährigen, pornographischer Darstellung Minderjähriger, Förderung der Prostitution und pornographischer Darbietung Minderjähriger, Herstellung und Verbreitung von Massenvernichtungswaffen, Terrorismusfinanzierung, weiterer strafbarer Handlungen, die gegen einen Österreicher im Ausland gerichtet sind.